# Kepler-47
Kepler-47 és un sistema estel·lar binari a la constel·lació del Cigne situat a uns 3,420 anys llum (1,050 parsecs) de la Terra. Les estrelles tenen tres exoplanetes, tots els quals orbiten ambdues estrelles al mateix temps, fent d'aquest un sistema circumbinari. Els dos primers planetes anunciats es designen Kepler-47b i Kepler-47c, i el tercer descobriment posterior és Kepler-47d. Kepler-47 és el primer sistema multiplanetari circumbinari descobert per la missió Kepler. El més extern dels planetes és un gegant gasós que orbita dins de la zona habitable de les estrelles. Com que la majoria d'estrelles són binàries, el descobriment que es poden formar sistemes multiplanetes en aquest sistema ha afectat les teories anteriors de la formació planetària.
Un grup d'astrònoms dirigit per Jerome Orosz a la Universitat Estatal de San Diego, inclosos astrònoms de la Universitat de Tel-Aviv a Israel, van descobrir el sistema planetari mitjançant el telescopi espacial Kepler de la NASA el 2012. El novembre de 2013, es va anunciar l'evidència d'un tercer planeta que orbita entre els planetes b i c, Kepler-47d. Anàlisis posteriors de dades de trànsit del telescopi espacial Kepler van confirmar l'existència de Kepler-47d.

## Nomenclatura i història

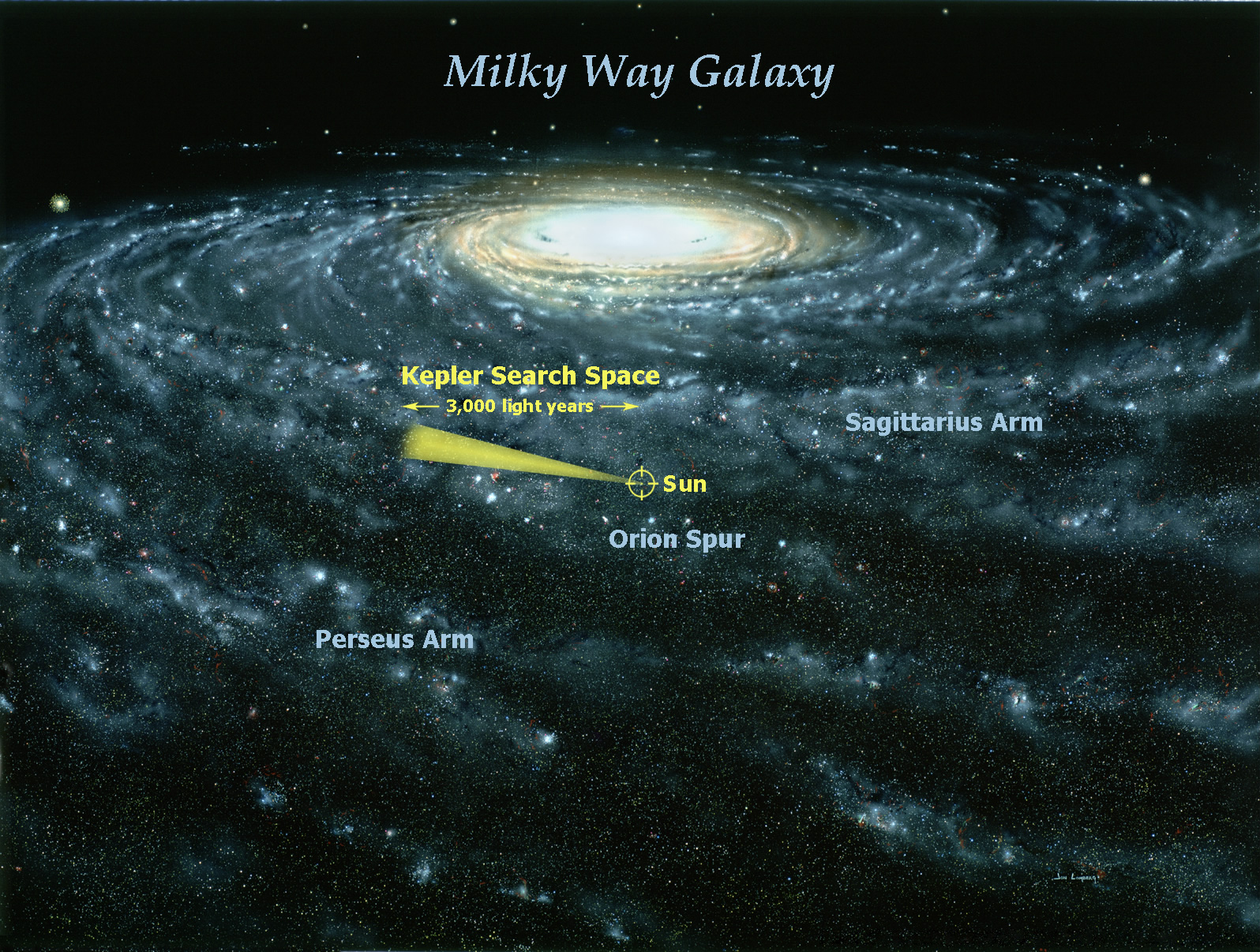
El volum de recerca del telescopi espacial Kepler, en el context de la Via Làctia.

Abans de l'observació de Kepler, Kepler-47 tenia el número de catàleg 2MASS 2MASS J19411149+4655136. Al catàleg d'entrada de Kepler té la designació de KIC 10020423, i quan es va trobar que tenia candidats a planetes en trànsit se li va donar el número Kepler Object of Interest del KOI-3154.
La Missió Kepler de la NASA va detectar candidats planetaris al voltant del parell d'estrelles, una missió encarregada de descobrir planetes en trànsit al voltant de les seves estrelles. Els descobridors van referir la parella d'estrelles com a Kepler-47, que és el procediment normal per nomenar les estrelles amb exoplanetes descoberts per la nau espacial. Per tant, aquest és el nom utilitzat pel públic per referir-se a la parella d'estrelles i els seus planetes. Els planetes candidats associats a les estrelles estudiades per la Missió Kepler es coneixen com a Kepler Object of Interest (KOI) i se'ls assignen les designacions ".01", ".02", ".03" etc. després del nom de l'estrella, per ordre de descobriment. Si es detecten candidats a planetes simultàniament, l'ordre segueix l'ordre dels períodes orbitals del més curt al més llarg. Seguint aquestes regles, es van detectar dos planetes candidats, amb períodes orbitals de 49,51 i 303,158 dies. Després de la confirmació, els planetes de Kepler-47 es designen amb lletres, amb el primer planeta designat b i així successivament. L'ordenació de les designacions és idèntica a les últimes designacions per als planetes candidats.

## Característiques estel·lars
Kepler-47 és un sistema estel·lar binari situat a uns 1,055 parsecs (3,440 anys llum) de la Terra. El sistema binari està format per una estrella de seqüència principal de tipus G (Kepler-47A) i una nana vermella (Kepler-47B). Les estrelles giren entre elles al voltant del seu baricentre, o centre de massa entre elles, completant una òrbita completa cada 7,45 dies. Les estrelles giren al voltant del seu baricentre des d'una distància d'uns 0,084 UA. Les estrelles tenen el 104% i el 35% de la massa del Sol, i el 96% i el 35% del radi del Sol, respectivament. Tenen temperatures superficials de 5636 K i 3357 K. A partir de les característiques estel·lars i la dinàmica orbital, és possible una edat estimada de 4-5 mil milions d'anys per al sistema. En comparació, el Sol té uns 4.600 milions d'anys, i té una temperatura de 5772 K.
L'estrella principal és una mica pobre en metalls, amb una metal·licitat ([Fe/H]) d'aproximadament -0,25, o aproximadament el 56% de la quantitat de ferro i altres metalls més pesants que es troben al Sol. Les lluminositats de les dues estrelles són típiques del seu tipus, amb una lluminositat al voltant del 84% i l'1% de la de la lluminositat solar, respectivament.
La magnitud aparent del sistema estel·lar, o la brillantor que apareix des de la perspectiva de la Terra, és d'uns 15,4. És massa fosc per ser vist a ull nu, que normalment pot detectar objectes amb una magnitud inferior a 6,5.

## Sistema planetari

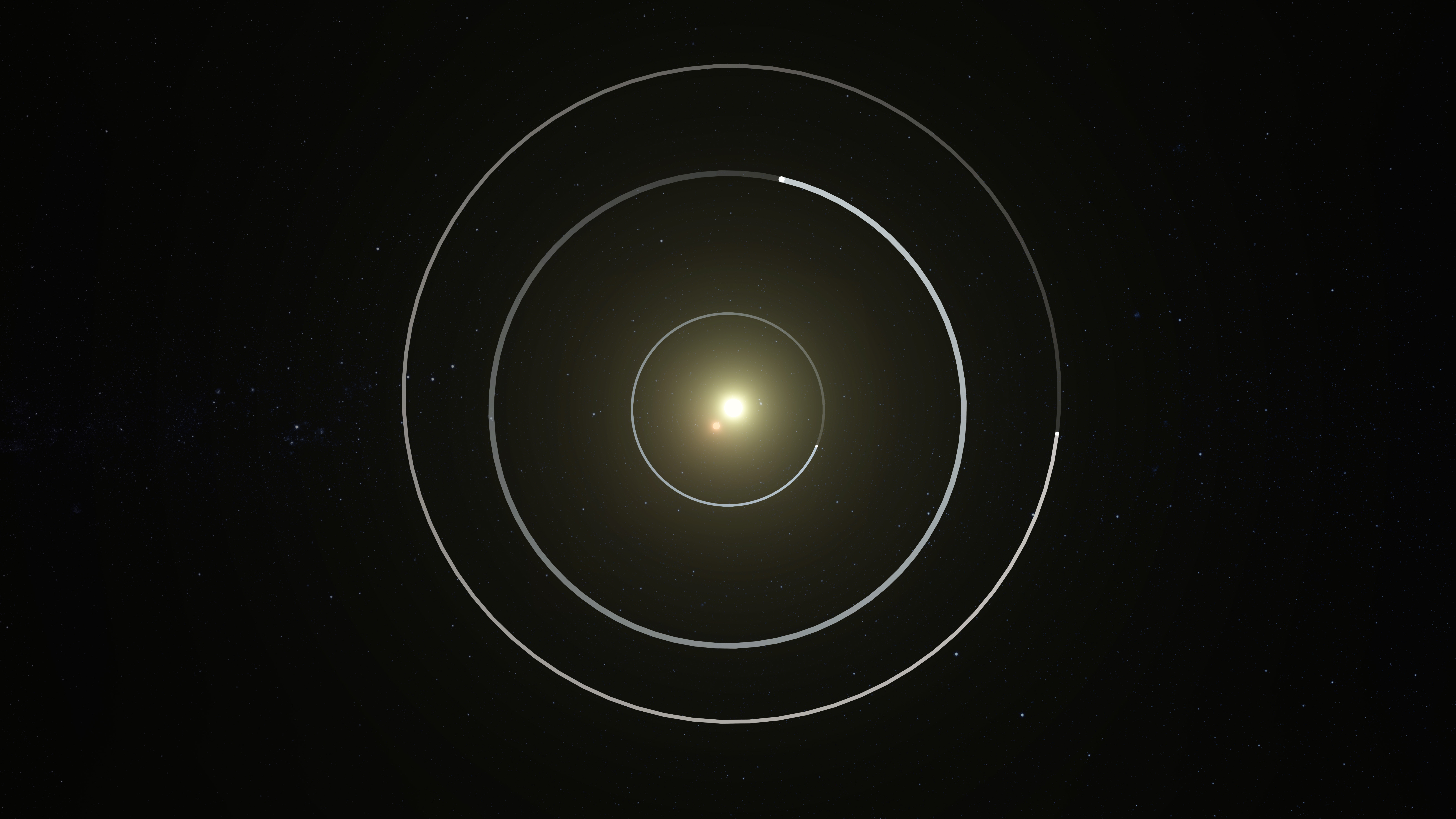
Diagrama orbital del sistema Kepler-47. El planeta més exterior és Kepler-47c mentre que el planeta més interior és Kepler-47b. El planeta més gran, Kepler-47d, orbita entre Kepler-47 b i c.

Abans del descobriment del sistema planetari Kepler-47 per Jerome Orosz, els seus col·legues, així com els astrònoms de la Universitat de Tel-Aviv el 2012, la majoria dels científics pensaven que les estrelles binàries amb múltiples planetes no podrien existir. Es creia que les pertorbacions gravitacionals causades per les estrelles mares en òrbita farien que qualsevol planeta circumbinari xoqués entre si o fos expulsat de l'òrbita, ja sigui cap a una de les estrelles mares o lluny del sistema. Tanmateix, aquest descobriment demostra que es poden formar múltiples planetes al voltant d'estrelles binàries, fins i tot a les seves zones habitables; i encara que és poc probable que els planetes del sistema Kepler-47 alberguin vida, altres planetes que orbiten al voltant de sistemes estel·lars binaris poden ser habitables i podrien albergar la vida. Com que la majoria d'estrelles són binaries, el descobriment que es poden formar sistemes multiplanetes en aquest sistema ha afectat les teories anteriors de la formació planetària i podria oferir més oportunitats per trobar exoplanetes potencialment habitables.
Se sap que el sistema binari alberga tres planetes, tots orbiten prop els uns dels altres i més grans que la Terra, sense superfície sòlida. Els tres planetes del sistema Kepler-47 tenen una densitat molt baixa, menor que la de Saturn. S'estima que les densitats dels planetes estan al voltant de 0,26 g/cm3 a 0,68 g/cm3. Les baixes densitats dels planetes són inusuals per les seves temperatures relativament suaus; Els planetes amb densitats tan baixes solen ser júpiters calents que orbiten prop de les seves estrelles amfitriones, que es coneixen com els anomenats planetes inflats. Es creu que planetes temperats de baixa densitat com aquests són poc comuns.
| Companya (per ordre des de l'estrella) | Massa                 | Semieix major (ua)    | Període orbital (dies) | Excentricitat         | Inclinació | Radi               |
| -------------------------------------- | --------------------- | --------------------- | ---------------------- | --------------------- | ---------- | ------------------ |
| b                                      | 2,07+23,70 −2,07 M⊕   | 0,2877+0,0014 −0,0011 | 49,4643+0,0081 −0,0074 | 0,0210+0,0025 −0,0022 | —°         | 3,05±0,04 R⊕       |
| d                                      | 19,02+23,84 −11,67 M⊕ | 0,6992+0,0031 −0,0033 | 187,366+0,069 −0,051   | 0,024+0,025 −0,017    | —°         | 7,04+0,66 −0,49 R⊕ |
| c                                      | 3,17+2,18 −1,25 M⊕    | 0,9638+0,0041 −0,0044 | 303,227+0,062 −0,027   | 0,044+0,029 −0,019    | —°         | 4,65+0,09 −0,07 R⊕ |

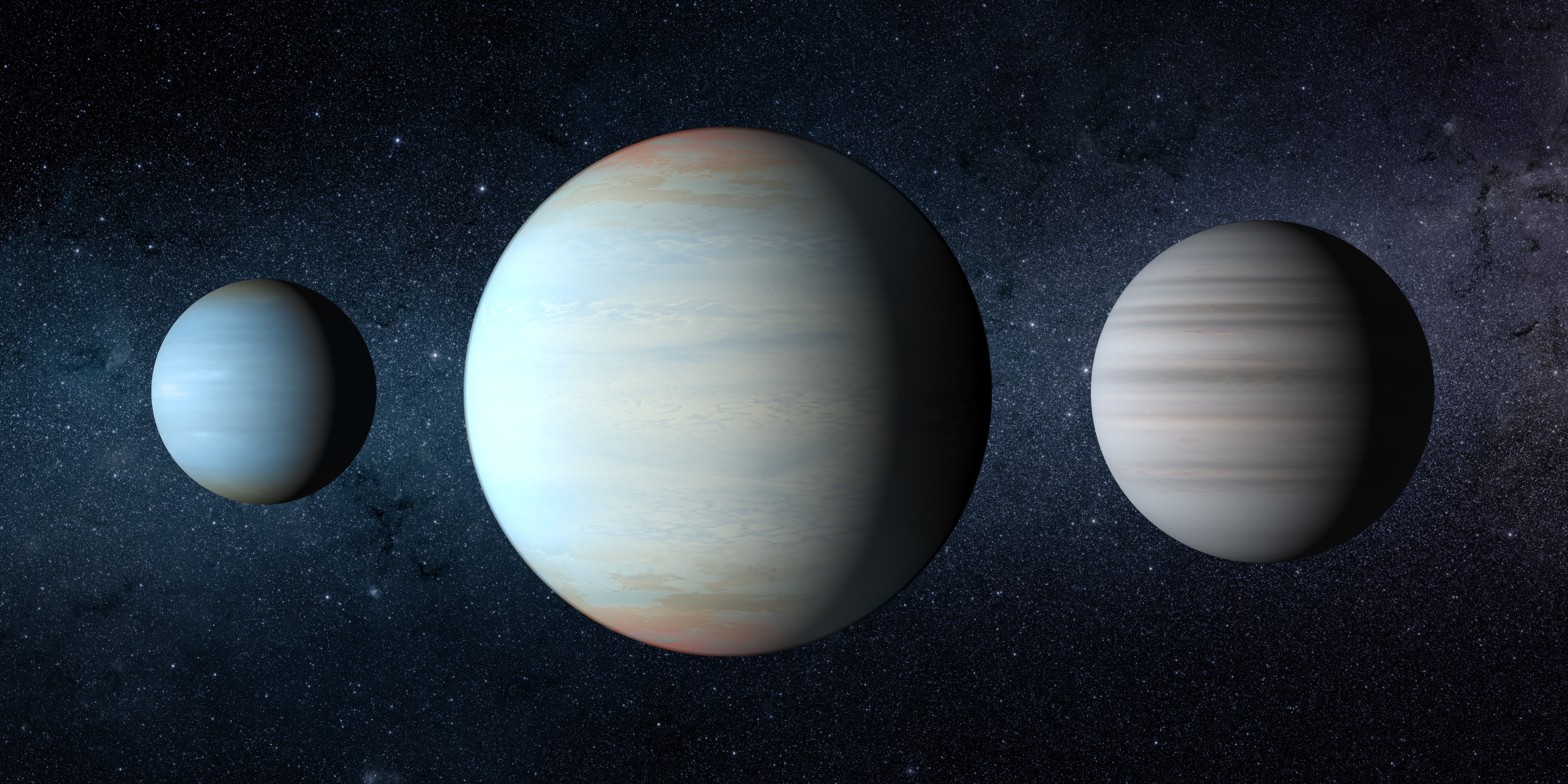
Artist's depiction of the relative sizes of the three planets in the Kepler-47 system. From the left: Kepler-47b; Kepler-47d; and Kepler-47c.

Kepler-47b és un planeta de classe Neptú i el planeta més intern del sistema Kepler-47. Resideix a prop de les seves estrelles mare, a una distància de 0,2956 ua. Completa una òrbita completa al voltant de les seves estrelles mares en menys de 50 dies. La temperatura d'equilibri de Kepler-47b és de 442 K, per tant, és inhòspit per a la vida. A causa de l'alta temperatura d'equilibri de Kepler-47b, el gas metà de la seva atmosfera es trencaria en altres compostos, donant lloc a una espessa boira que cobriria l'atmosfera del planeta. És el planeta més petit del sistema Kepler-47, sent 3,1 vegades la mida de la Terra.
El segon planeta descobert, Kepler-47c, és un planeta de classe Neptú i el planeta més extern, que orbita al voltant de les seves estrelles mares des d'una distància de 0,989 ua, gairebé la distància de la Terra al Sol. Completa una òrbita completa al voltant de les seves estrelles mares en uns 300 dies. Kepler-47c es troba dins de la zona habitable, amb una temperatura d'equilibri de 241 K. El radi de Kepler-47c és 4,7 vegades el de la Terra, comparable en grandària a Neptú. Tot i que se suposa que Kepler-47c no és capaç d'acollir vida, possiblement podria tenir una atmosfera densa de vapor d'aigua.

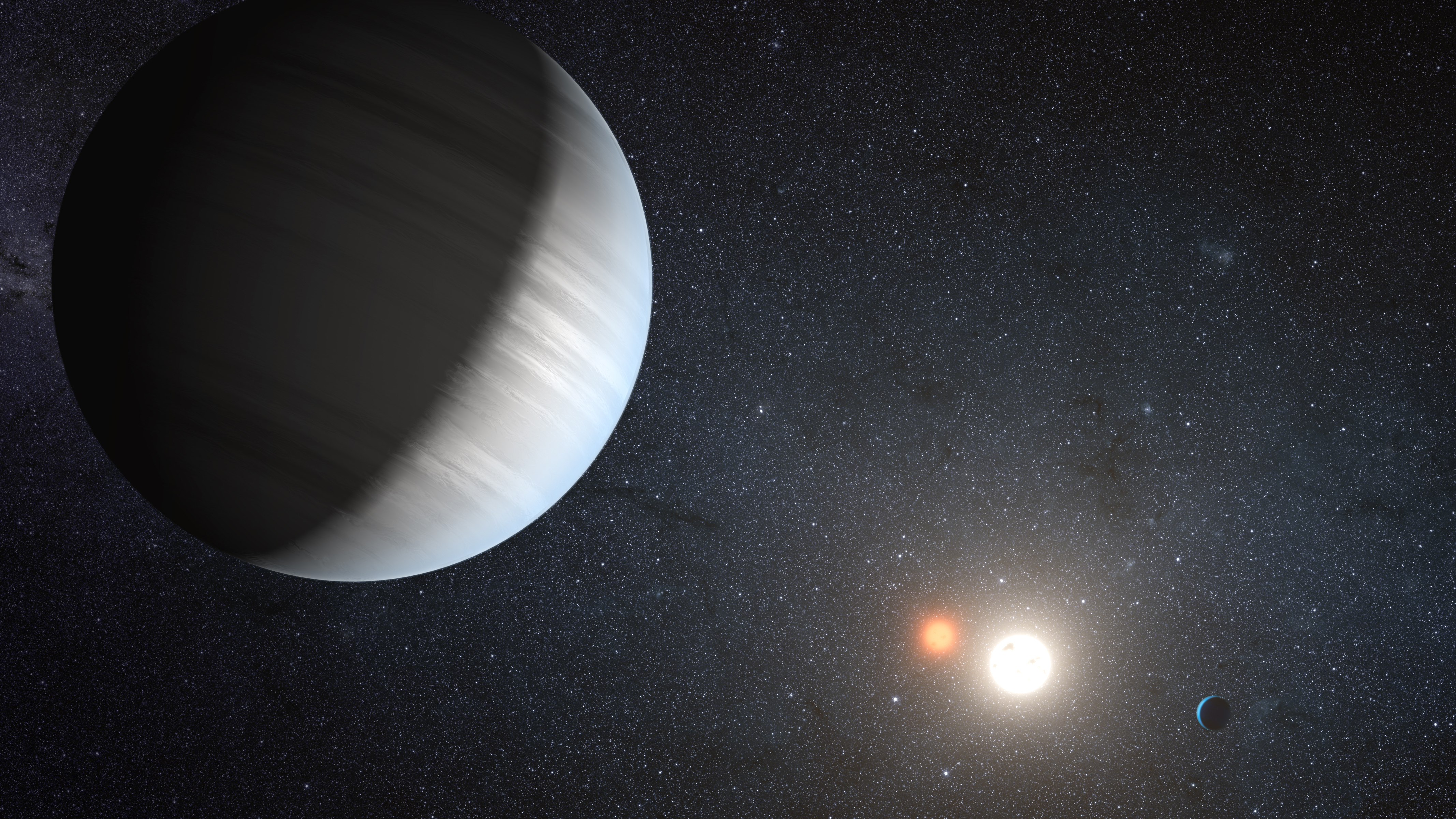
Interpretació artística d'un sistema d'exoplanetes, Kepler-47.

El planeta descobert més recentment del sistema, Kepler-47d, va ser anunciat com a descobert per l'astrònom Jerome Orosz i els seus col·legues de la Universitat Estatal de San Diego el novembre de 2013. A partir de les dades de trànsit del sistema Kepler-47 del telescopi espacial Kepler, l'equip d'Orosz havia notat un senyal de trànsit orfe que va durar 4,15 hores, i no es va atribuir als dos planetes coneguts anteriorment. A causa dels febles senyals de trànsit de Kepler-47d, no es va detectar abans del 2012. Només s'ha detectat un trànsit notable de Kepler-47d, per tant, calia un trànsit addicional del planeta per confirmar la seva existència. A partir de simulacions dinàmiques, es va demostrar que l'òrbita de Kepler-47d té una precessió al llarg del temps, donant lloc a un període de quatre anys sense trànsits de Kepler-47d. Estudis posteriors del sistema Kepler-47 van conduir a la confirmació de Kepler-47d, que es va anunciar l'abril de 2019. El descobriment de Kepler-47d va ser inesperat per a l'equip d'Orosz, ja que esperaven trobar planetes addicionals amb òrbites més llunyanes. Kepler-47d és el planeta més gran del sistema Kepler-47, amb un radi almenys 7 vegades el radi de la Terra (gairebé la mida de Saturn, encara que la seva massa és comparable a la de Neptú). Orbita entre els planetes Kepler-47b i c a una distància d'aproximadament 0,7 ua, completant una òrbita cada 187,35 dies. La seva temperatura d'equilibri és d'uns 283 K.